# Ле Флор (окръг, Оклахома)
Окръг Ле Флор (на английски: Le Flore County) е окръг в щата Оклахома, Съединени американски щати. Площта му е 4165 km², а населението – 48 109 души (2000). Административен център е град Пото (град, Оклахома).